# Nodule (médecine)
Pour les articles homonymes, voir Nodule.

Nodules

En médecine, un nodule  est une formation anormale, arrondie, palpable dans ou sous la peau, qui peut être une tumeur bénigne ou maligne.

## Description
Certains nodules peuvent être des tumeurs cancéreuses, en particulier dans le cancer du sein.
En règle générale, les nodules sont des anomalies bénignes qu'il convient tout de même de surveiller.
En dessous de 10 mm, on peut parler de micronodule.

## Organes
En dehors des nodules du sein, cités plus haut, il existe des nodules des poumons, du foie, des reins ou de la thyroïde.